# Шиган, Евгений Николаевич
Евгений Николаевич Шиган (1937—1995) — советский и российский учёный в области демографии, медицинской статистики и социальной гигиены, доктор медицинских наук, профессор, член-корреспондент АМН СССР (1991).

## Биография
Родился 20 сентября 1937 года в Москве.
С 1954 по 1960 год обучался на санитарно-гигиеническом факультете Первого Московского государственном медицинского института, в 1963 году обучался на курсах Всемирной организации здравоохранения по эпидемиологии и статистике при Лондонской школе гигиены и тропической медицины.
С 1960 по 1970 год на научно-исследовательской работе в ВНИИ социальной гигиены и организации здравоохранения в качестве аспиранта и научного сотрудника. С 1970 по 1995 год на педагогической работе в Центральном институте усовершенствования врачей (с 1994 года — Российская медицинская академия последипломного образования (РМАПО) в должностях: с 1970 по 1973 год — доцент кафедры социальной гигиены и организации здравоохранения, с 1973 по 1995 — организатор и первый заведующий кафедры медицинской статистики и демографии.
Скончался 13 февраля 1995 года. Похоронен в Москве на Головинском кладбище (участок 17).

### Научно-педагогическая деятельность и вклад в науку
Основная научно-педагогическая деятельность Е. Н. Шигана была связана с вопросами в области демографии, медицинской статистики и социальной гигиены, занимался вопросами применения вычислительной техники и экономико-математических методов в медицинских и социально-гигиенических исследованиях.
Е. Н. Шиган в качестве заместителя директора работал в Международный институт прикладного системного анализа (англ. The International Institute for Applied Systems Analysis) и Директором Дивизиона неинфекционных заболеваний в Всемирная организация здравоохранения (англ. World Health Organization, WHO)
В 1966 году защитил кандидатскую диссертацию, в 1974 году защитил диссертацию на соискание учёной степени доктора медицинских наук по теме: «Пути оптимизации управления родовспоможением с позиций системного анализа», в 1976 году ему была присвоена учёная звание профессора. В 1991 году он был избран член-корреспондентом АМН СССР. Под руководством Е. Н. Шигана было написано более двухсот научных работ, в том числе монографий.